# Східне (Мелітопольський район)
Схі́дне —  село в Україні, в Мелітопольському районі Запорізької області. Входить до складу Семенівської сільської громади. Населення становить 62 осіб.

## Географія
Село Східне знаходиться на відстані 3 км від села Новомиколаївка та за 5 км від села Трудове. Поруч проходить автомобільна дорога Т 0805.

## Історія
Згідно сайту Верховної Ради України, село було засноване в 1950 році . Але вже на німецькій військовій карті 1943 року на місці Східного відзначено село під назвою Семенівка, що складається з однієї вулиці і садів.
До 2019 року орган місцевого самоврядування - Новомиколаївська сільська рада.